# 杉野目道紀
杉野目 道紀（すぎのめ みちのり、1966年2月18日 - ）は、日本の有機化学者。専門は、有機合成化学・不斉合成・有機金属化学・触媒化学・高分子化学・機能材料化学など。学位は、工学博士（京都大学・1993年）。京都大学大学院工学研究科教授。

## 人物
伊藤嘉彦に師事。有機合成化学、ケイ素、ホウ素の化学の研究を行っている。

## 出生
北海道出身。北海道大学元学長の杉野目晴貞を祖父、北海道大学名誉教授の杉野目浩を父、翻訳家の杉野目康子を母にもつ。実家の杉野目邸はさっぽろ・ふるさと文化百選の一つで、国の登録有形文化財。

## 略歴
- 1984年 北海道札幌南高等学校卒業
- 1988年 京都大学工学部合成化学科卒業
- 1990年 京都大学大学院工学研究科修士課程合成化学専攻修了
- 1993年　京都大学大学院工学研究科博士課程合成化学専攻修了　工学博士
- 1993年 - 2002年 京都大学大学院工学研究科助手
  - 1998年 - 1999年 文部省在外研究員によりマサチューセッツ工科大学 G. C. Fu[4]研究室留学
  - 2001年 - 2004年 科学技術振興機構さきがけ研究員
- 2002年 - 2004年 京都大学大学院工学研究科助教授
- 2004年 - 京都大学大学院工学研究科教授
  - 2009年 - 戦略的創造研究推進事業[5]研究員

## 業績
カルボノイド元素（炭素のような元素、具体的にはホウ素、ケイ素のことを示す造語）の特性を活用した高機能反応剤の設計（有機ボロン酸誘導体等）と創製に基づく、精密、触媒的かつ効率的に新規化合物を合成する手法を開拓している。また、らせん構造をもつ高分子の従来にない精密合成（ホウ素を保ったまま変換反応するための保護基の導入による選択的合成法の開発）や新機能（触媒、キラル誘起、発光、可逆架橋、水素結合、配位結合、らせんの右巻き・左巻きの制御）の開拓についての研究報告がある。

## 受賞歴
- 1999年 日本化学会進歩賞[6]
- 2001年 ケイ素化学協会奨励賞[7]
- 2005年 名古屋シルバーメダル[8]
- 2006年 向山賞[9]
- 2010年 日本学術振興会賞[10]
- 2013年 日本化学会学術賞[11]
- 2015年 フンボルト賞[12]

## 著作
- Activation of Unreactive Bonds and Organic Synthesis (Topics in Organometallic Chemistry, 3)（S. Murai;編集、共著者多数、Springer　1999/7）
- Polymer Synthesis/polymer Analysis (Advances in Polymer Science)（Yoshio Furusho, Yoshihiko Ito, Nobuhiro Kihara, Kohtaro Osakadaとの共著 Springer-Verlag 2004/11）